# リヴィウ
リヴィウ（ウクライナ語: Львів [lʲʋʲiu̯] ( 音声ファイル)）は、ウクライナ西部の都市である。リヴィウ州の州庁所在地。

## 名称
この町の名や、その日本語表記には様々なバリエーションがある。
現在の公用語であるウクライナ語に準ずる表記としてはリヴィウ、リヴィヴもしくは新聞等でリビウと書かれる。そのほか、歴史的経緯からドイツ語からのレンベルク（Lemberg）、ポーランド語からのルヴフ（Lwów [lvuf] ( 音声ファイル))、ロシア語からのリボフ、リヴォフ（Львов）などの表記も一定の知名度がある。英語表記はLviv（[ləˈviːv]）。
1855年の山路諧孝の『重訂万国全図』の漢字表記は隣山となっている。

## 概要
リヴィウは、ハルィチナー地方（ポーランド語: Galicja - ガリツィア）の中心都市である。人口は約83万人。ポーランド、ハンガリー、オーストリアなどの領土になっていた時代が長いため、ウクライナの中では最もヨーロッパ的な都市である。歴史地区はユネスコの世界遺産に登録されている。

## 気候
温暖な大陸性気候で、1月の平均気温は-4度、7月の平均気温は18度。年間の降水量は660mm。夏季にはしばしば水が不足する。ケッペンの気候区分では西岸海洋性気候（Cfb）と亜寒帯湿潤気候（Dfb）の境界付近になる。
| Lviv (1991–2020年, 極値1936年– )の気候                                       | Lviv (1991–2020年, 極値1936年– )の気候 | Lviv (1991–2020年, 極値1936年– )の気候 | Lviv (1991–2020年, 極値1936年– )の気候 | Lviv (1991–2020年, 極値1936年– )の気候 | Lviv (1991–2020年, 極値1936年– )の気候 | Lviv (1991–2020年, 極値1936年– )の気候 | Lviv (1991–2020年, 極値1936年– )の気候 | Lviv (1991–2020年, 極値1936年– )の気候 | Lviv (1991–2020年, 極値1936年– )の気候 | Lviv (1991–2020年, 極値1936年– )の気候 | Lviv (1991–2020年, 極値1936年– )の気候 | Lviv (1991–2020年, 極値1936年– )の気候 | Lviv (1991–2020年, 極値1936年– )の気候 |
| 月                                                                           | 1月                                    | 2月                                    | 3月                                    | 4月                                    | 5月                                    | 6月                                    | 7月                                    | 8月                                    | 9月                                    | 10月                                   | 11月                                   | 12月                                   | 年                                     |
| ---------------------------------------------------------------------------- | -------------------------------------- | -------------------------------------- | -------------------------------------- | -------------------------------------- | -------------------------------------- | -------------------------------------- | -------------------------------------- | -------------------------------------- | -------------------------------------- | -------------------------------------- | -------------------------------------- | -------------------------------------- | -------------------------------------- |
| 最高気温記録 °C （°F）                                                       | 13.8 (56.8)                            | 17.7 (63.9)                            | 22.4 (72.3)                            | 28.9 (84)                              | 32.2 (90)                              | 33.4 (92.1)                            | 36.3 (97.3)                            | 35.6 (96.1)                            | 34.5 (94.1)                            | 25.6 (78.1)                            | 21.6 (70.9)                            | 16.5 (61.7)                            | 36.3 (97.3)                            |
| 平均最高気温 °C （°F）                                                       | 0.2 (32.4)                             | 2.0 (35.6)                             | 7.0 (44.6)                             | 14.5 (58.1)                            | 19.5 (67.1)                            | 23.0 (73.4)                            | 24.7 (76.5)                            | 24.5 (76.1)                            | 19.0 (66.2)                            | 13.2 (55.8)                            | 6.8 (44.2)                             | 1.5 (34.7)                             | 13.0 (55.4)                            |
| 日平均気温 °C （°F）                                                         | −2.7 (27.1)                            | −1.5 (29.3)                            | 2.5 (36.5)                             | 9.0 (48.2)                             | 13.8 (56.8)                            | 17.3 (63.1)                            | 19.0 (66.2)                            | 18.5 (65.3)                            | 13.5 (56.3)                            | 8.4 (47.1)                             | 3.3 (37.9)                             | −1.3 (29.7)                            | 8.3 (46.9)                             |
| 平均最低気温 °C （°F）                                                       | −5.7 (21.7)                            | −4.8 (23.4)                            | −1.4 (29.5)                            | 3.8 (38.8)                             | 8.4 (47.1)                             | 12.0 (53.6)                            | 13.7 (56.7)                            | 13.2 (55.8)                            | 8.7 (47.7)                             | 4.4 (39.9)                             | 0.4 (32.7)                             | −4.1 (24.6)                            | 4.1 (39.4)                             |
| 最低気温記録 °C （°F）                                                       | −28.5 (−19.3)                          | −29.5 (−21.1)                          | −25.0 (−13)                            | −12.1 (10.2)                           | −5.0 (23)                              | 0.5 (32.9)                             | 4.5 (40.1)                             | 2.6 (36.7)                             | −3.0 (26.6)                            | −13.2 (8.2)                            | −17.6 (0.3)                            | −25.6 (−14.1)                          | −29.5 (−21.1)                          |
| 降水量 mm （inch）                                                           | 46 (1.81)                              | 48 (1.89)                              | 48 (1.89)                              | 52 (2.05)                              | 93 (3.66)                              | 86 (3.39)                              | 96 (3.78)                              | 73 (2.87)                              | 70 (2.76)                              | 57 (2.24)                              | 50 (1.97)                              | 50 (1.97)                              | 769 (30.28)                            |
| 平均降雨日数                                                                 | 9                                      | 9                                      | 11                                     | 14                                     | 16                                     | 17                                     | 16                                     | 14                                     | 14                                     | 14                                     | 13                                     | 11                                     | 158                                    |
| 平均降雪日数                                                                 | 17                                     | 17                                     | 11                                     | 3                                      | 0.1                                    | 0                                      | 0                                      | 0                                      | 0                                      | 1                                      | 8                                      | 15                                     | 72                                     |
| % 湿度                                                                       | 83.0                                   | 81.3                                   | 76.5                                   | 69.3                                   | 70.7                                   | 74.0                                   | 74.9                                   | 76.3                                   | 79.4                                   | 80.3                                   | 83.8                                   | 85.1                                   | 77.9                                   |
| 平均月間日照時間                                                             | 64                                     | 79                                     | 112                                    | 188                                    | 227                                    | 238                                    | 254                                    | 222                                    | 179                                    | 148                                    | 56                                     | 37                                     | 1,804                                  |
| 出典1：Pogoda.ru.net, World Meteorological Organization (humidity 1981–2010) |                                        |                                        |                                        |                                        |                                        |                                        |                                        |                                        |                                        |                                        |                                        |                                        |                                        |
| 出典2：NOAA (sun only 1961–1990)                                             |                                        |                                        |                                        |                                        |                                        |                                        |                                        |                                        |                                        |                                        |                                        |                                        |                                        |

## 歴史

### 中世前期
遅くとも5世紀にはこの地に人が住んでいたようである。大モラヴィア国（9世紀 - 10世紀）が滅んだ後は、ポーランド公国とキエフ・ルーシの角逐の場となった。981年にキエフ・ルーシのウラジーミル大公によって征服された。1015年にはポーランドのボレスワフ1世がリヴィウを征服してポーランドの版図に組み込んだ。13世紀にはポーランド王国に服属するハールィチ・ヴォルィーニ大公国のダヌィーロ・ロマーノヴィチ公によって都市が建設され、その息子レヴにちなんで名づけられた。1256年の年代記に既に都市として言及されている。その後、ハールィチ・ヴォルィーニ大公国の都となる。

### 中世後期
ポーランド・リトアニア合同成立直後の1366年にハールィチ・ヴォルィーニ大公国は連合のうちのヤギェウォ朝ポーランド王国に正式に併合されその歴史を終える。このようにポーランド王国の支配下で、リヴィウは黒海とバルト海を結ぶ交易路の中継地として大きく発展した。17世紀初めの人口は約3万人であった。
17世紀を通じて、リヴィウはウクライナ・コサックやスウェーデン、オスマン帝国などの相次ぐ襲撃を受けた。1704年には大北方戦争でカール12世の率いたスウェーデン軍に占領され、町は破壊された。
1772年の第1回ポーランド分割によって、リヴィウはオーストリア帝国に帰属される。公用語はドイツ語とされ、ドイツ人やチェコ人が実権を握った。19世紀初めより、オーストリア帝国政府はドイツ化を強く推し進め、それに対して1848年には民衆蜂起が起こった。住民の請願は後に受け入れられ、1860年代には大きく自治が認められた。その後、リヴィウはポーランド文化の中心地としても、また、ウクライナ文化の中心地としても重要な都市となった。その時代、ウクライナのその他の地域はロシア帝国に支配されており、ウクライナ語による出版は禁じられていた期間が長かった。

### 第一次世界大戦
第一次世界大戦で、1914年にリヴィウは一旦ロシア帝国軍に占領されたが、翌1915年には再びオーストリア＝ハンガリー帝国によって奪還された。1917年のロシア革命でロシア帝国が、1918年に敗戦国となったオーストリア＝ハンガリー帝国がそれぞれ消滅。1918年11月1日、西ウクライナ人民共和国の独立が宣言され、リヴィウはその首都とされた。
しかし、それに対してポーランド人の住民が蜂起し、都市の中心部を掌握した。ポーランド・ウクライナ戦争におけるポーランド人とウクライナ人の住民の間の戦闘は翌1919年7月まで続き、多くの犠牲者が出た。戦闘はポーランド軍の全面的支援を受けたポーランド側の圧勝に終わり、再びポーランドの支配が復活した。西ウクライナ人民共和国勢力の残党は、キーウやジトーミルを中心に国家を建設していたウクライナ人民共和国に政府を統合させたり、あるいはロシア革命で成立したソビエト連邦の赤軍と合同してポーランドとの戦闘を継続したりした。
その後、ウクライナ人民共和国のディレクトーリヤ政府は、ロシアの赤軍に対抗するためにポーランドからの協力をとりつけた代わりに、ポーランドのリヴィウに対する支配を認めた。1920年のポーランド・ソビエト戦争では、武装した住民が市内に侵攻した赤軍を撃退した。しかしながら、ポーランドはウクライナを裏切って単独でソ連側との講和に入った。1920年10月12日のリガ講和条約でソ連はリヴィウを含む一帯をポーランドに明け渡した。

### 第二次世界大戦
第二次世界大戦において、1939年9月1日にポーランドに侵攻したドイツ軍はまもなくリヴィウを包囲し、ポーランド兵の率いた蜂起は失敗した。ナチス・ドイツに続いてソ連もポーランドに侵攻し、町はモロトフ・リッベントロップ協定に基づきソ連に引き渡された。1941年6月22日に始まった独ソ戦の緒戦で町はドイツ軍に占領された。

### ソ連時代
第二次世界大戦後、一帯はウクライナ・ソヴィエト社会主義共和国の領土とされた。その際に、ポーランド人の住民の大部分がポーランドに移ったとされる。それ以後、リヴィウはウクライナの民族文化の中心都市の一つとして、ロシア化への抵抗の牙城となった。「ウクライナ蜂起軍」も参照。

### 独立ウクライナ
ソビエト連邦の崩壊後、独立したウクライナの西部の主要都市となった。1803年以来東方典礼教会の一つであるウクライナ東方カトリック教会の総本山がリヴィウに置かれていたが、2005年8月、キーウに本拠地を移した。

#### ロシアによるウクライナ侵攻
2022年、ロシア連邦とウクライナの間で緊張が高まるとポーランドに近いリヴィウに居を移す市民が増加した。同年2月14日には在ウクライナ米国大使館も首都キーウから一時的に移転。同年2月24日にロシアはウクライナへの侵攻を開始したが、首都キーウへの攻勢は頓挫。在ウクライナ米国代理大使クリスティナ・クビエンは同年5月2日にリビィウ市長と市庁舎前で記者会見し、大使館機能をポーランドからまずリヴィウに、次いでキーウへ戻すことを表明した。日本もリヴィウへ大使館を移転したが、ロシアのウクライナへ侵攻開始後の同年3月5日には、さらにポーランドへ移設が行われた。
3月18日、ロシア軍のウクライナ侵攻が始まってから、リヴィウは初めてロシア軍の攻撃を受けた。リヴィウ市内にある空港の飛行機修理工場周辺に複数のミサイルが撃ち込まれ、建物が破壊された。

## 言語
ウクライナではキーウや東部、南部では公用語に指定されていないロシア語が日常的には最も使われていたり、ウクライナ語とロシア語を併用している地域が大半であるが、リヴィウではロシア語が使われることは稀である。住民のほとんどはウクライナ語のみで日常生活を送っている。そのため、ウクライナ語文化の首都とされている。
2001年ウクライナ国勢調査によるリヴィヴ住民の母語:
| 言語         | 人口    | %        |
| ------------ | ------- | -------- |
| ウクライナ語 | 641 688 | 88,48 %  |
| ロシア語     | 72 125  | 9,95 %   |
| その他       | 11 389  | 1,57 %   |
| 合計         | 725 202 | 100,00 % |

## 文化
ウクライナ文化の中心と言われ、一年を通して様々な文化イベントが行われている。美術館やギャラリーも多く、有名無名の作家の展覧会を年中見ることができる。またコーヒーでも有名で、市中のカフェのある割合も他都市に比べてかなり多い。国民的人気音楽バンド、オケアン・エリズィの結成された町でもある。

## 交通
- 市内交通はリヴィウ市電、バスなどがある。
- リヴィウ駅はアール・ヌーヴォーの影響を受けた華麗な駅舎で知られる。
- リヴィウ国際空港が街の南西7kmに位置する。

## 大学
- イヴァン・フランコ記念リヴィウ国立大学 – リヴィウがポーランド領だった時代に創立。ウクライナ最古の大学である。
- リヴィウ工科大学
- ミコラ・リセンコ記念リヴィウ国立音楽院（リヴィウ音楽院）

## ギャラリー

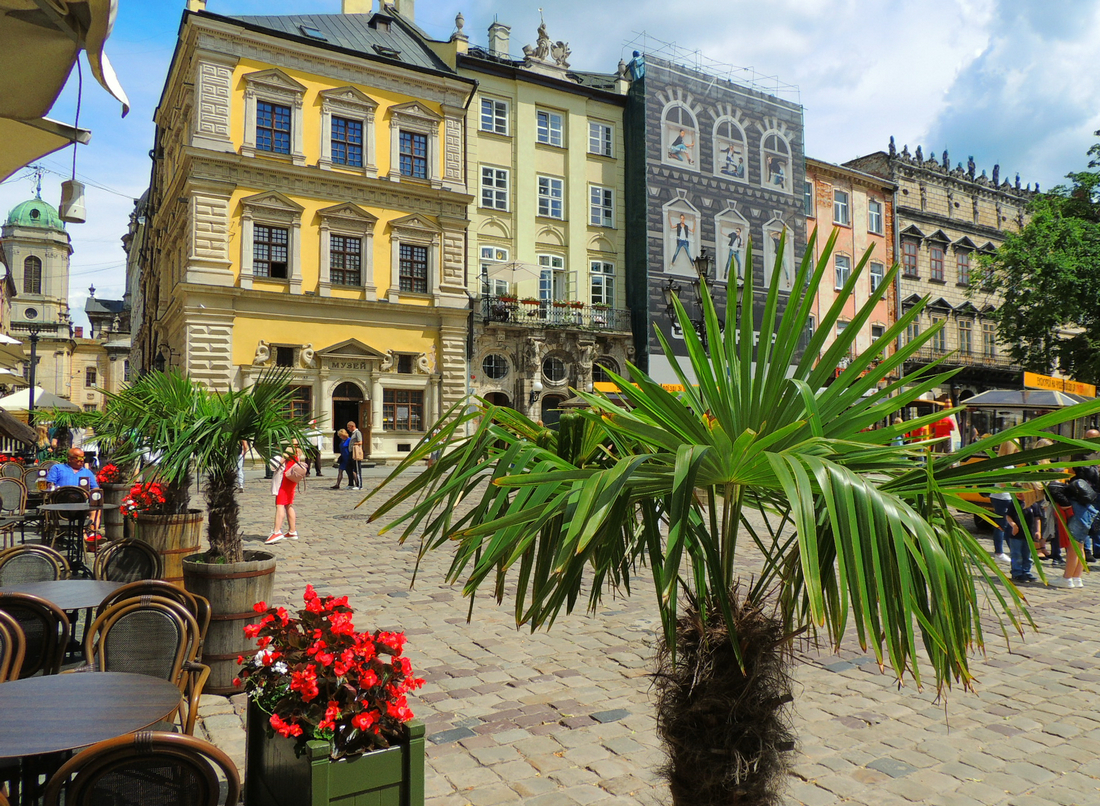
市場広場
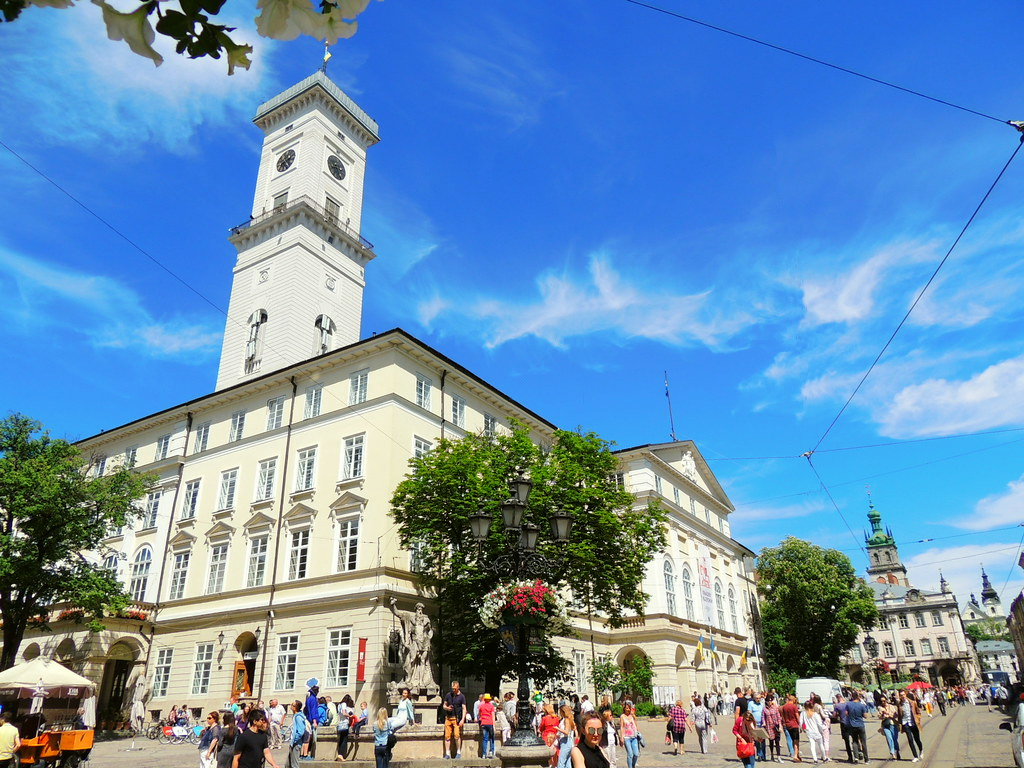
シティホール
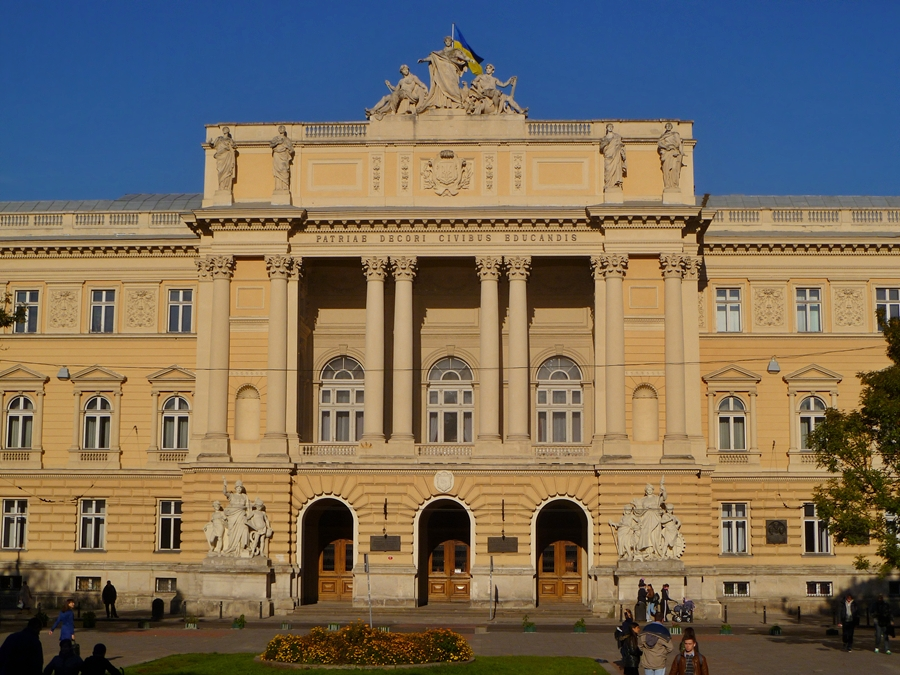
リヴィウ大学
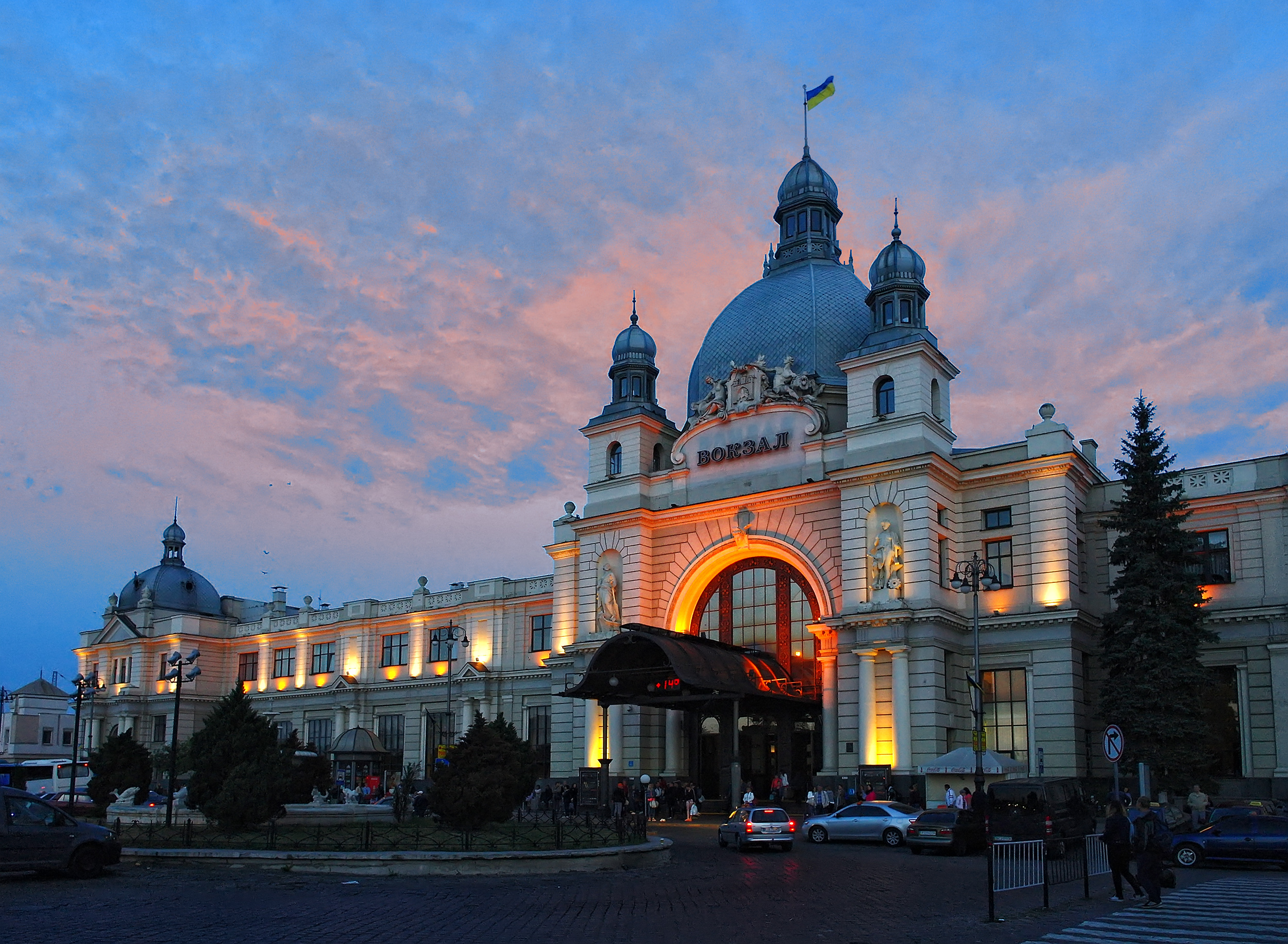
リヴィウ駅
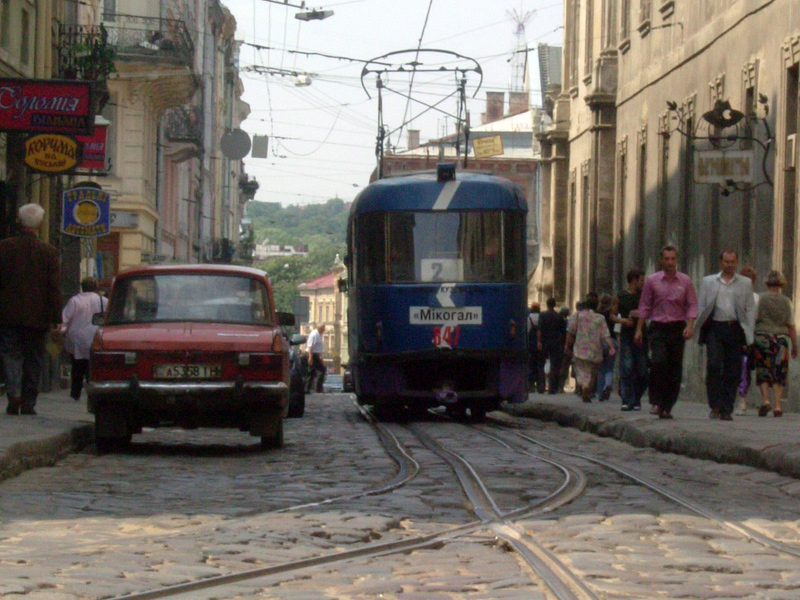
路面電車
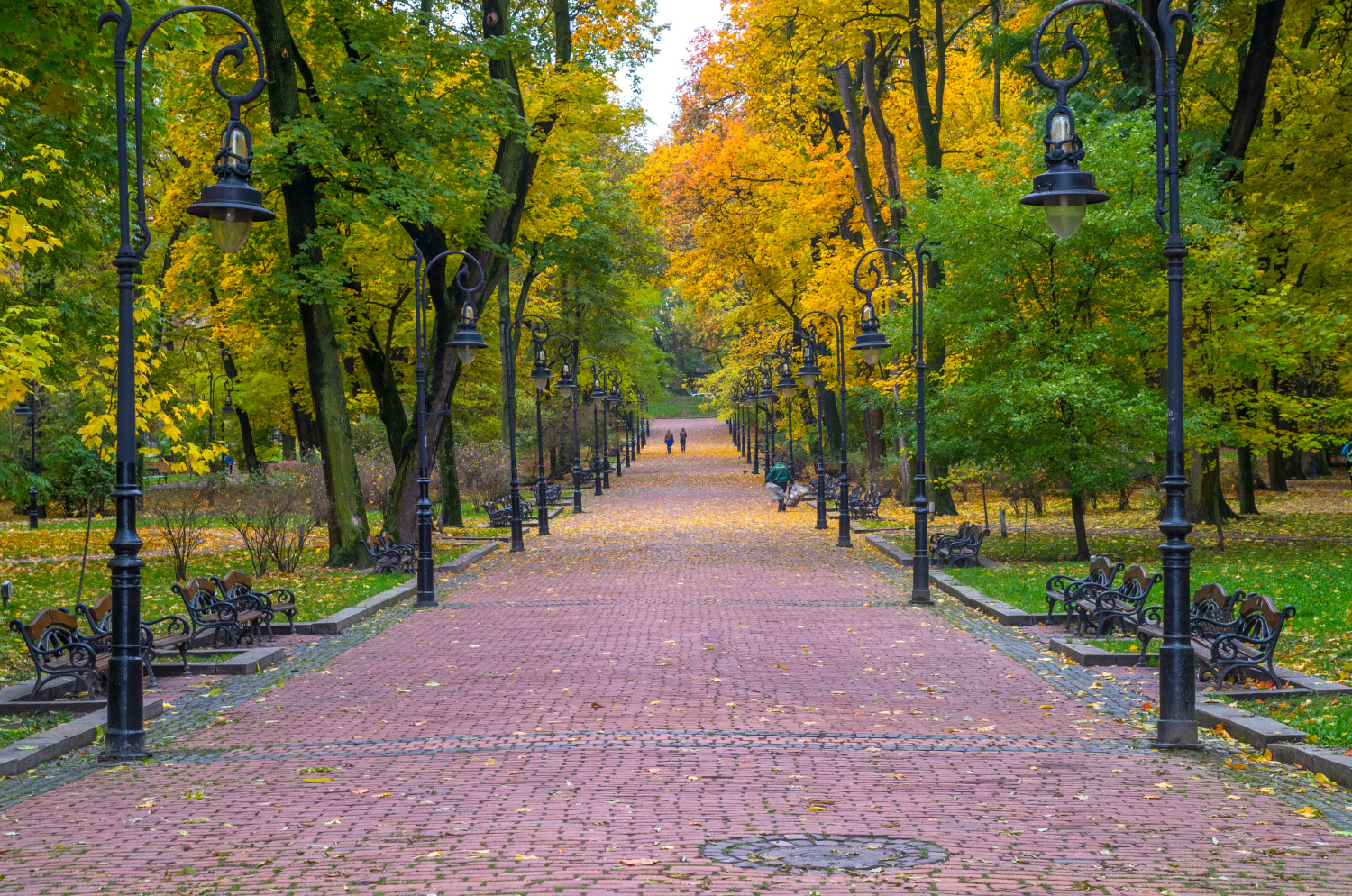
イワン・フランコ公園

## リヴィウ出身の人物
- アダム・ウラム - 歴史学者
- アダム・ラパツキ - 政治家
- アルフレート・ロトカ - 統計学者
- アレクサンドラ・マリーニナ - 推理作家
- アレクシウス・マイノング - 哲学者
- ヴォイチェフ・キラール - 作曲家
- オスタップ・スリヴィンスキー - 詩人
- グリゴリー・ヤブリンスキー - 政治家
- ザッヘル・マゾッホ - 小説家
- スヴャトスラウ・ヴァカルチュク - 歌手・音楽家（オケアン・エリズィ、ボーカル）
- スタニスワフ・レム - 小説家、SF作家、思想家
- ハーシュ・ローターパクト - 国際法学者
- ボグスワフ・シェッフェル - 作曲家、劇作家、画家、音楽学者
- ミハイル・フリードマン - 企業家
- ミハウ・ボイム（漢名：卜弥格） - イエズス会の宣教師、中国学者
- モーリツ・ローゼンタール - ピアニスト
- ヤン・ウカシェヴィチ - 論理学者・哲学者
- リヒャルト・フォン・ミーゼス - 科学者
- ルートヴィヒ・フォン・ミーゼス - 経済学者

## 世界遺産

### 危機遺産
2022年ロシアのウクライナ侵攻を受けて、攻撃の被害を受ける直接的危機などを理由として、2023年の第45回世界遺産委員会で危機にさらされている世界遺産（危機遺産）リストに記載された。

## 姉妹都市
- ウィニペグ（カナダ）1973年
- フライブルク・イム・ブライスガウ（ドイツ）1989年
- ロッチデール（イギリス）1992年
- ジェシュフ（ポーランド）1992年
- ブダペスト（ハンガリー）1993年
- リション・レジオン（イスラエル）1993年
- クラクフ、プシェムィシル（ポーランド）1995年
- ノヴィ・サド（セルビア）1999年
- サマルカンド（ウズベキスタン）2000年
- クタイシ（ジョージア）2002年
- ヴロツワフ、ウッチ（ポーランド）2003年
- ルブリン（ポーランド）2004年
- バニャ・ルカ（ボスニア・ヘルツェゴビナ）2004年
- サンクトペテルブルク（ロシア）2006年